# Переулок Мусоргского (Ломоносов)
Переулок Му́соргского — переулок в городе Ломоносове Петродворцового района Санкт-Петербурга, в историческом районе Мартышкино. Проходит от Морской до Балтийской улицы.
Название присвоено 1 декабря 1967 года в честь композитора М. П. Мусоргского, жившего на даче в Мартышкине в 1880 году.